# Фірсово (Стрітенський район)
Фі́рсово (рос. Фирсово) — село у складі Стрітенського району Забайкальського краю, Росія. Адміністративний центр Фірсовського сільського поселення.

## Населення
Населення — 475 осіб (2010; 558 у 2002).
Національний склад (станом на 2002 рік):
- росіяни — 99 %